# Luciano Pettinari
Luciano Pettinari (ur. 18 marca 1950 w Mediolanie) – włoski polityk, działacz partyjny i dziennikarz, parlamentarzysta krajowy, poseł do Parlamentu Europejskiego IV kadencji.

## Życiorys
Absolwent szkoły średniej. Od 1968 był jednym z liderów ruchu studenckiego Movimento Studentesco w Mediolanie. Pracował jako publicysta, współpracując z lewicową i komunistyczną prasą („l’Unità”, „il manifesto”, „Liberazione”). Był aktywistą Partito di Unità Proletaria, następnie Włoskiej Partii Komunistycznej. Po jej rozwiązaniu dołączył do Odrodzenia Komunistycznego, wchodząc w skład sekretariatu krajowego tej partii.
W latach 1994–1999 sprawował mandat eurodeputowanego IV kadencji, zasiadał m.in. w Komisji ds. Rozwoju i Współpracy. W 1995 dołączył do nowego ugrupowania pod nazwą Comunisti Unitari, utworzonego przez rozłamowców z Odrodzenia Komunistycznego, którzy wsparli rząd Lamberta Diniego. W 1998 wraz z tą formacją przystąpił do nowo powołanych Demokratów Lewicy. W 2005 objął mandat posła do Izby Deputowanych XIV kadencji, utrzymał go w kolejnym roku na XV kadencję (2006–2008). W 2007 został członkiem partii Demokratyczna Lewica.